# Haplocampa rugglesi
Haplocampa rugglesi är en urinsektsart som beskrevs av Filippo Silvestri 1933. Haplocampa rugglesi ingår i släktet Haplocampa och familjen Campodeidae. Inga underarter finns listade i Catalogue of Life.